# SE 가마
소시에다지 이스포르치바 두 가마(Sociedade Esportiva do Gama)는 짧게 가마라고도 불리며, 1975년 11월 15일에 창단한 브라질 연방구를 연고로 하는 축구팀이다. 2018년 현재 연방구 리그 캄페오나투 브라질리엔시에 참가하고 있다. 구단의 최대 라이벌은 브라질리엔시 FC이다.

## 역사
SE 가마는 1970년대 브라질 연방구의 아마추어 축구팀으로 시작하였다. 시간이 지나면서 도시 내에 프로 축구 팀에 대한 수요가 발생하였고, 1975년 아마추어 축구팀 미나스 아틀레치쿠 클루비의 회장이었던 에르미니우 페헤이라 네비스에 의해 프로 팀으로 창단되었다. 1976년 2월 21일 구단은 역사적인 첫 프로 공식 경기를 가졌다. 창단 직후 연고지 시민들의 후원을 강력하게 받으며 빠르게 성장했고, 1979년 캄페오나투 브라질레이루에서 우승을 차지하였다. 1981년 토르네이우 센트루오에스치에서 고이아니아 EC를 2-1로 꺾고 지역간 대회 트로피도 들어올렸다. 1998년 SE 가마는 캄페오나투 브라질레이루 세리이 B에서 우승을 차지하기도 하였다.

## 수상
- 캄페오나투 브라질레이루 세리이 B
  - 우승 (1회) : 1998
- 토르네이우 센트루오에스치
  - 우승 (1회) : 1998
- 캄페오나투 브라질리엔시
  - 우승 (11회) : 1979, 1990, 1994, 1995, 1997, 1998, 1999, 2000, 2001, 2003, 2015

## 선수 명단

### 현역
참고: FIFA 자격 규정에 따라 소속된 국가대표팀 국기를 표시합니다. 선수는 복수의 FIFA 비회원국 국적을 가지고 있을 수 있습니다.
| 번호 | 포지션 | 국적 | 이름 |
| ---- | ------ | ---- | ---- |

| 번호 | 포지션 | 국적 | 이름 |
| ---- | ------ | ---- | ---- |

### 역대
틀:SE 가마 선수 명단
틀:캄페오나투 브라질리엔세